# Colectividad macrocanónica
La colectividad macrocanónica (o colectivo macrocanónico o grancanónico) es el formalismo de la física estadística que describe los sistemas en los que haya un potencial químico, volumen y temperatura fijados. A diferencia de la colectividad canónica, donde el sistema a estudio sólo puede intercambiar energía con el exterior, en la colectividad macrocanónica el sistema puede intercambiar tanto partículas como energía con el entorno.

## Definición
Se denomina ensamble macrocanónico (también llamado colectividad macrocanónica o gran canónica) al conjunto de los posibles estados de un sistema (conjunto de partículas) que intercambia energía térmica y materia con los alrededores. Al estudiar el equilibrio del sistema, se fijan macroscópicamente el potencial químico {\displaystyle \mu }, el volumen V y la temperatura T.

## Función de partición macrocanónica
La función de partición macrocanónica {\displaystyle {\mathcal {Z}}} de un gas ideal cuántico, esto es, un gas de partículas no interactuantes en un pozo de potencial, viene dada por:
{\displaystyle {\mathcal {Z}}=\sum _{N=0}^{\infty }\,\sum _{\{n_{i}\}}\,\prod _{i}e^{-\beta n_{i}(\epsilon _{i}-\mu )}\;\;,}
donde N es el número total de partículas del gas, el producto {\displaystyle \prod } se extiende sobre cada microestado i para una partícula, {\displaystyle n_{i}} es el número de partículas ocupando el microestado i y {\displaystyle \epsilon _{i}} es la energía de una partícula en dicho microestado. {\displaystyle \{n_{i}\}} es el conjunto de todos los posibles números de ocupación para cada uno de esos microestados, de manera que Σini = N. Por otra parte, {\displaystyle \beta ={\frac {1}{k_{B}T}}}, donde {\displaystyle k_{B}} es la constante de Boltzmann.
En el caso de los bosones, al no cumplir el principio de exclusión de Pauli, las partículas idénticas pueden ocupar el mismo estado cuántico, y los números de ocupación pueden tomar cualquier valor entero siempre que su suma valga N. Sin embargo, para los fermiones, el principio de exclusión de Pauli impide que dos partículas idénticas ocupen el mismo estado cuántico y, por lo tanto, los números de ocupación pueden tomar sólo los valores 0 y 1, además de que, evidentemente, su suma valga N.

## Funciones de partición macrocanónicas especifícas
La expresión anterior para {\displaystyle {\mathcal {Z}}}, se puede demostrar que es equivalente a:
{\displaystyle {\mathcal {Z}}=\prod _{i}{\mathcal {Z}}_{i}.}
Para un conjunto grande de bosones en equilibrio térmico, {\displaystyle {\mathcal {Z}}_{i}} toma la forma:
{\displaystyle {\mathcal {Z}}_{i}=\sum _{n_{i}=0}^{\infty }e^{-\beta n_{i}(\epsilon _{i}-\mu )}={1 \over 1-e^{-\beta (\epsilon _{i}-\mu )}}\;\;,}
mientras que para un sistema compuesto por un número grande de fermiones:
{\displaystyle {\mathcal {Z}}_{i}=\sum _{n_{i}=0}^{1}e^{-\beta n_{i}(\epsilon _{i}-\mu )}=1+e^{-\beta (\epsilon _{i}-\mu )}\;\;,}
y para un gas de Maxwell-Boltzmann:
{\displaystyle {\mathcal {Z}}_{i}=\sum _{n_{i}=0}^{\infty }{\frac {e^{-\beta n_{i}(\epsilon _{i}-\mu )}}{n_{i}!}}=\exp \left(e^{-\beta (\epsilon _{i}-\mu )}\right)\;\;.}

## Derivación de las funciones de estado
Al igual que en la colectividad canónica, a partir de la función de partición macrocanónica se pueden calcular expresiones para los valores esperados de las funciones de estado.
- Definiendo {\displaystyle \alpha \equiv -\beta \mu }, el valor medio de los números de ocupación es:

{\displaystyle \langle n_{i}\rangle =-\left({\frac {\partial \ln({\mathcal {Z}}_{i})}{\partial \alpha }}\right)_{\beta ,V}={\frac {1}{\beta }}\left({\frac {\partial \ln({\mathcal {Z}}_{i})}{\partial \mu }}\right)_{\beta ,V}\;\;.}
Esta expresión, para bosones proporciona:
{\displaystyle \langle n_{i}\rangle ={\frac {1}{e^{\beta (\epsilon _{i}-\mu )}-1}}\;}
expresión que se puede obtener también mediante la estadística de Bose-Einstein.
Para fermiones:
{\displaystyle \langle n_{i}\rangle ={\frac {1}{e^{\beta (\epsilon _{i}-\mu )}+1}}\;\;}
que, a su vez, se puede obtener también mediante la estadística de Fermi-Dirac.
En el límite clásico (estadística de Boltzmann):
{\displaystyle \langle n_{i}\rangle =e^{-\beta (\epsilon _{i}-\mu )}\;\;.}
- Valor medio del número total de partículas N:

{\displaystyle \langle N\rangle =-\left({\frac {\partial \ln({\mathcal {Z}})}{\partial \alpha }}\right)_{\beta ,V}={\frac {1}{\beta }}\left({\frac {\partial \ln({\mathcal {Z}})}{\partial \mu }}\right)_{\beta ,V}\;\;.}
- Varianza del número total de partículas:

{\displaystyle \langle (\delta N)^{2}\rangle =\left({\frac {\partial ^{2}\ln({\mathcal {Z}})}{\partial \alpha ^{2}}}\right)_{\beta ,V}\;\;.}
- Valor esperado de la energía interna E:

{\displaystyle \langle E\rangle =-\left({\frac {\partial \ln({\mathcal {Z}})}{\partial \beta }}\right)_{\mu ,V}+\mu \langle N\rangle \;\;.}
- Varianza de la energía interna:

{\displaystyle \langle (\delta E)^{2}\rangle =\left({\frac {\partial ^{2}\ln({\mathcal {Z}})}{\partial \beta ^{2}}}\right)_{\mu ,V}\;\;.}
- Presión P:

{\displaystyle PV=k_{B}T\ln {\mathcal {Z}}\;\;.}
- Ecuación de estado:

{\displaystyle \langle PV\rangle ={\frac {\ln({\mathcal {Z}})}{\beta }}\;\;.}